# Městský hřbitov v Trutnově
Městský hřbitov v Trutnově je hlavní městský hřbitov na Horním Předměstí v Trutnově. Nachází se na jihovýchodním okraji města, v ulici Husitská, naproti městskému parku Na Bojišti.   

## Historie

### Před vznikem
Na ploše budoucího hřbitova se 27. června 1866 odehrála srážka rakouského a pruského jezdectva během bitvy u Trutnova, kdy rakouská armáda za cenu těžkých ztrát zastavila postup pruského vojska. Událost připomíná balvan s kovovou pamětní tabulkou, později přenesený do areálu hřbitova. Oběti bitvy byly pochovány na vojenském pohřebišti na Dolním předměstí při silnici na Náchod. 

### Výstavba

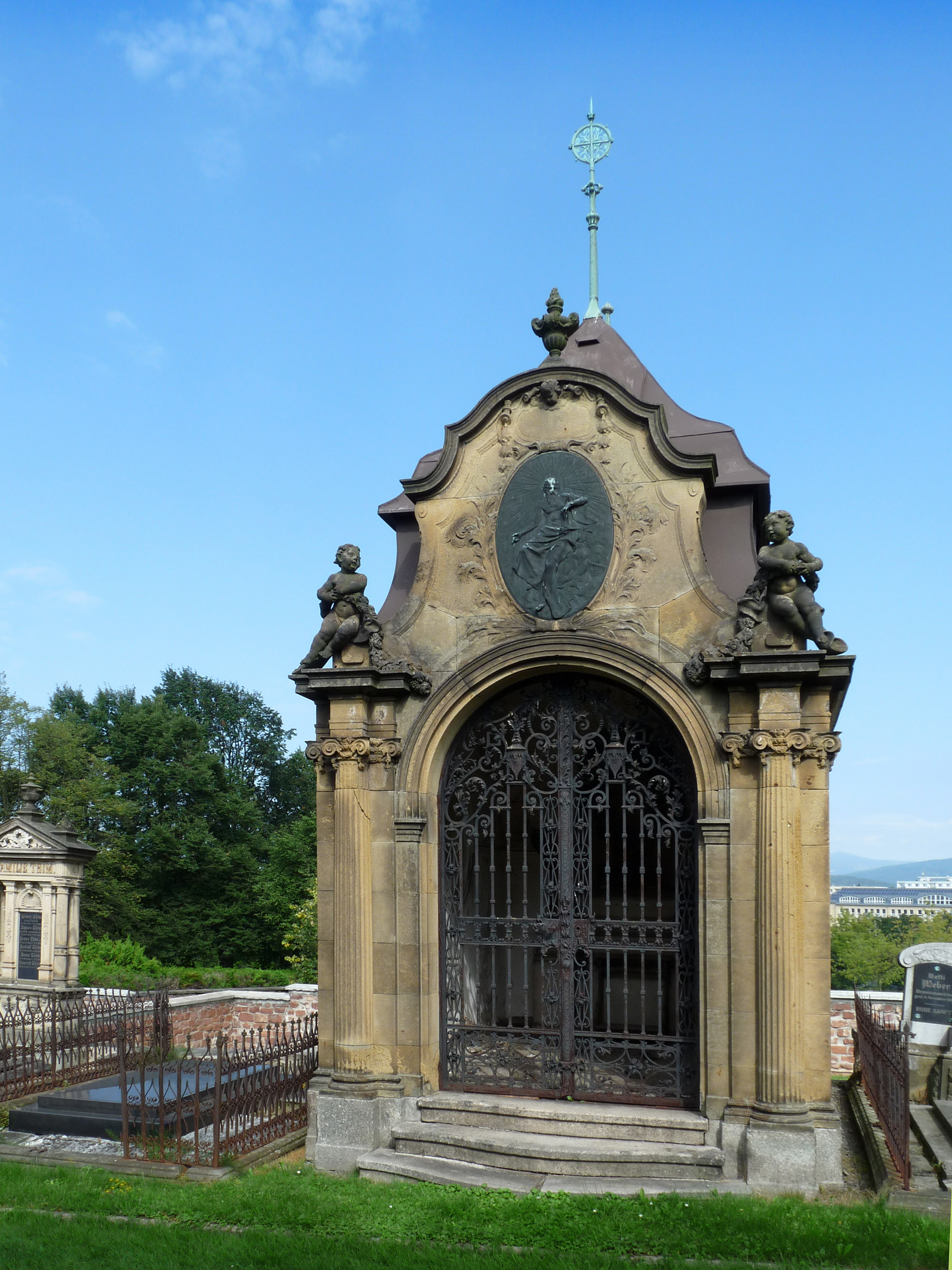
Novobarokní hrobka továrníka Johanna Etricha (1836–1912)

Hřbitov byl zřízen v roce 1875 na velkém pozemku za městem jako nový městský hřbitov náhradou za pohřebiště kostela Narození Panny Marie v samém centru města fungující od výstavby chrámu ve 13. století. To bylo zrušeno roku 1890, došlo pak k přesunu cenných náhrobků a některých ostatků na nový hřbitov. Současně s bývalým hlavním hřbitovem byl zrušen též hřbitov pro nemajetné, sebevrahy a zemřelé vojáky v Kryblické ulici. 
Vstup tvoří novorománská brána s přilehlými přízemními budovami, které tvoří zázemí hřbitovní správy, a dvěma křídlovými kolonádami, pod nimiž jsou umístěny hrobky významných obyvatel města. Ve středové čela hřbitova je umístěna kaple Svatého Kříže orientovaná směrem do areálu. Autorem budov a úpravy pozemku byl architekt Adolf Bohaty. Umělecká kování bran a dekoračních prvků dodala vídeňské umělecké zámečnictví Nehr. Nedaleko od hřbitova se nacházel městský židovský hřbitov, zřízený roku 1870 (roku 1938 zničen nacisty).
Současně s hřbitovem vznikla roku 1875 ve správních budovách sídlící první městská pohřební služba. 
Na výzdobách náhrobků se podíleli například sochaři Tillgner, Natter nebo francouzský umělec Printemps. Během své historie byla plocha pohřebiště několikrát rozšiřována. Po povolení kremace ve městě roku 1912 zde byla postavena první urnová úložiště. 
Pohřbeni jsou zde také vojáci a legionáři bojující v první a druhé světové válce, stejně jako vojáci Rudé armády padlí při osvobozování Československa roku 1945. Během druhé světové války byl židovský hřbitov téměř zlikvidován. 

### Po roce 1945
S odchodem téměř veškerého německého obyvatelstva města v rámci odsunu Sudetských Němců z Československa ve druhé polovině 40. let 20. století zůstala řada hrobů německých rodin opuštěna a bez údržby. Levá část správních budov byla roku 1968 přeměněna na obřadní síň. 
V Trutnově se nenachází krematorium, ostatky zemřelých jsou zpopelňovány povětšinou v krematoriu v Jaroměři.  

## Hroby významných osobností
- Adolf Bohaty (1845–1936) – stavitel a poslanec Říšské rady
- Vincenc Czerny (1802–1885) – lékárník
- Richard Earle (1812–1878) – stavitel a zakladatel textilek anglického původu
- Peter Erben (1873–1941) – majitel obchodního domu na náměstí
- Josef Etrich (1803–1878) –  zakladatel a majitel textilek
- Johann Etrich (1836–1912) – průmyslník, majitel továrny v Mladých Bukách
- Med. Dr. Josef Ettel (1826–1883) – lékař vyznamenaný za péči o raněné po bitvě u Trutnova
- Josef Flögel (1844–1894) – starosta města
- MUDr. Josef Franke (1825–1895) – lékař vyznamenaný za péči o raněné po bitvě u Trutnova, starosta města
- Uffo Horn (1817–1860) – básník, dramatik a revolucionář (hrobka přenesena ze starého městského hřbitova)
- Valentin Jaeggle (1846–1928) – majitel slévárny a strojírny
- Wilhelm Kiesewetter (1853–1925) – senátor a poslanec Říšské rady
- Alois Kluge (1856–1926) – majitel textilek
- Johann Rauch (1808–1877) – starosta města
- Hermann Rauch (1850–1920) – starosta města
- Hieronymus Siegel (1867–1933) – starosta města a poslanec Říšské rady
- Anton Stark (1831–1902) – hoteliér
- Franz Tachemitschek (1855–1904) – majitel cukrářské továrny
- Eugen Zöh (1843–1911) – obchodník a radní

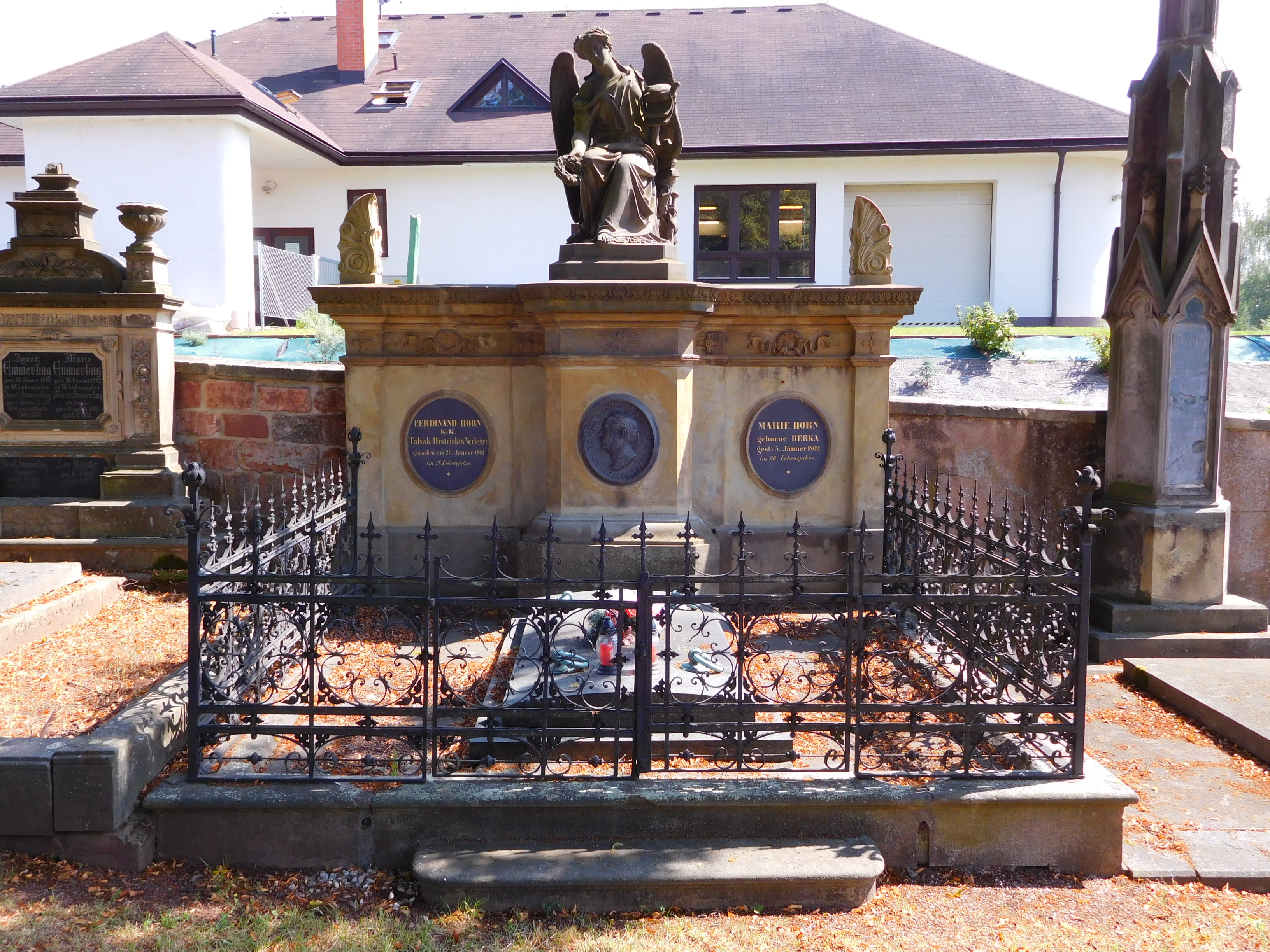
Uffo Horn
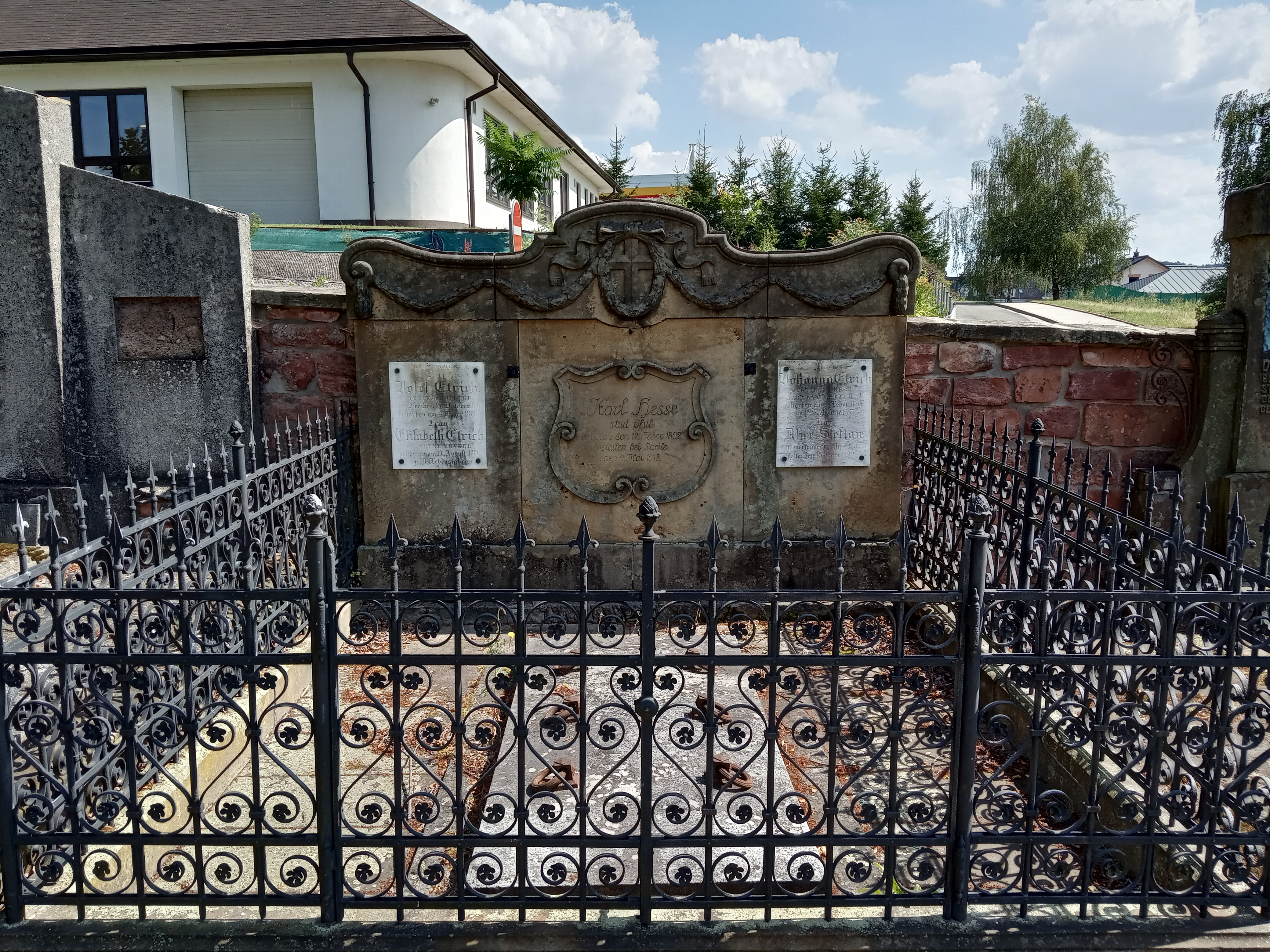
Josef Etrich
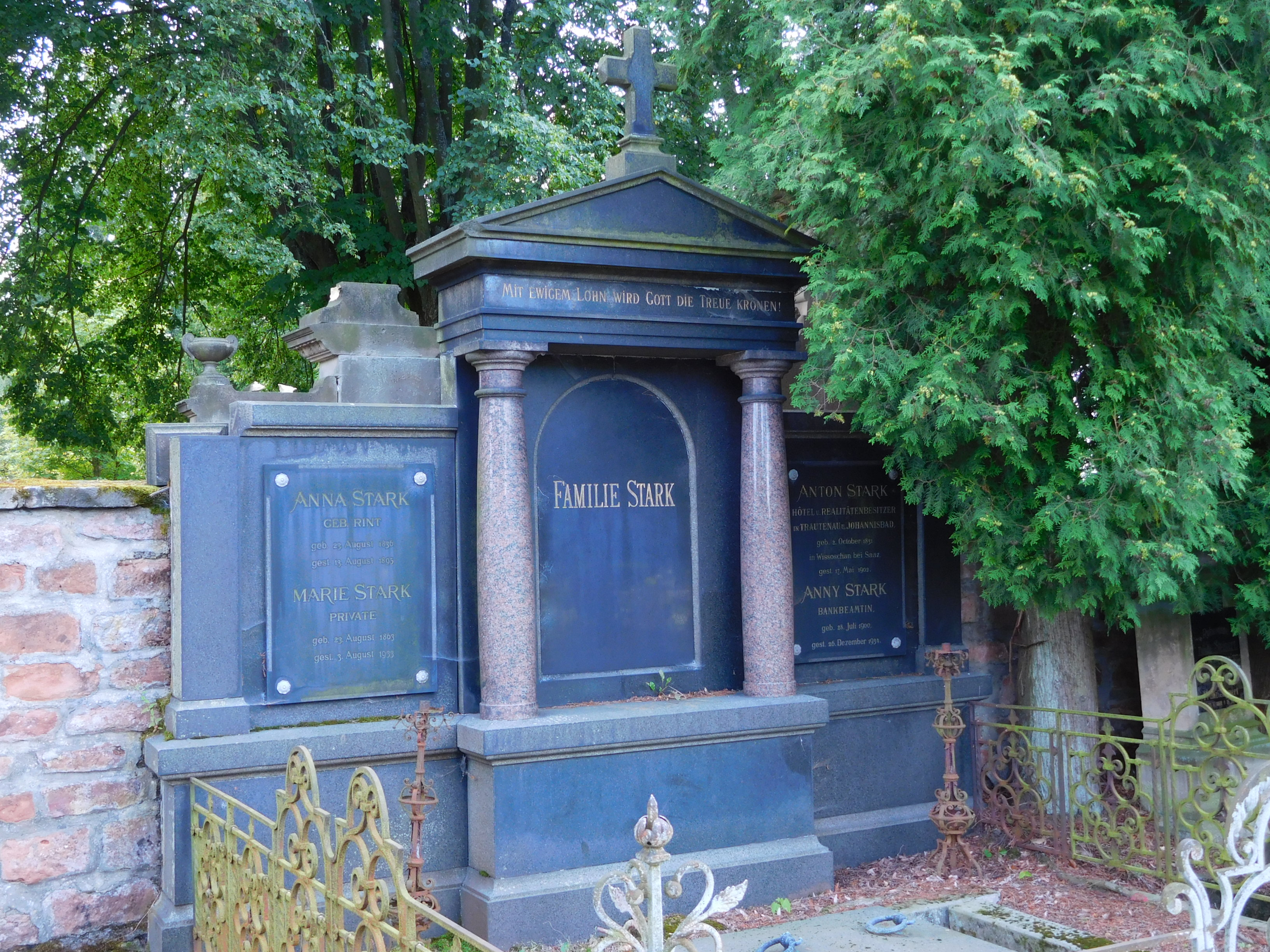
Anton Stark
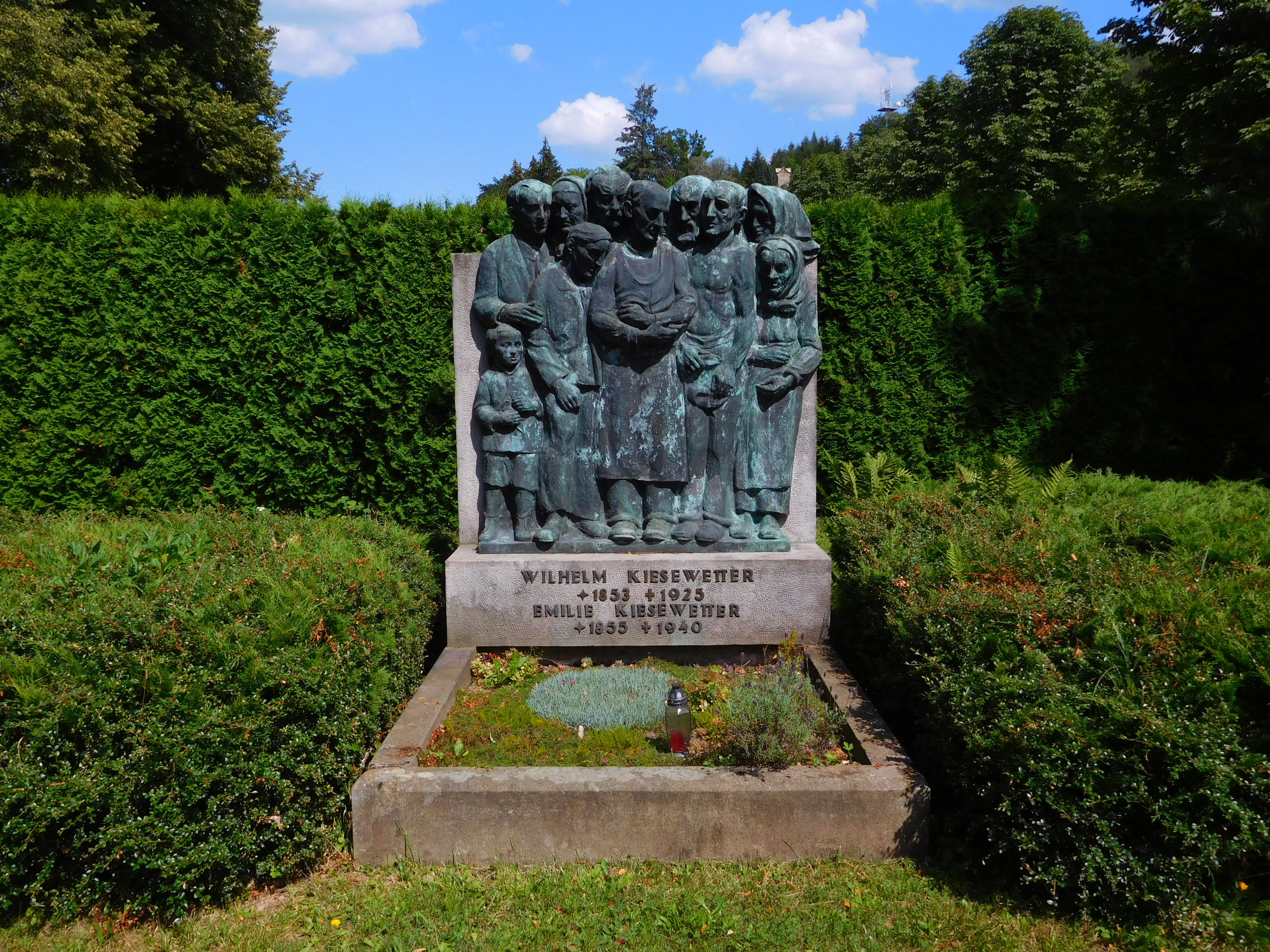
Wilhelm Kiesewetter
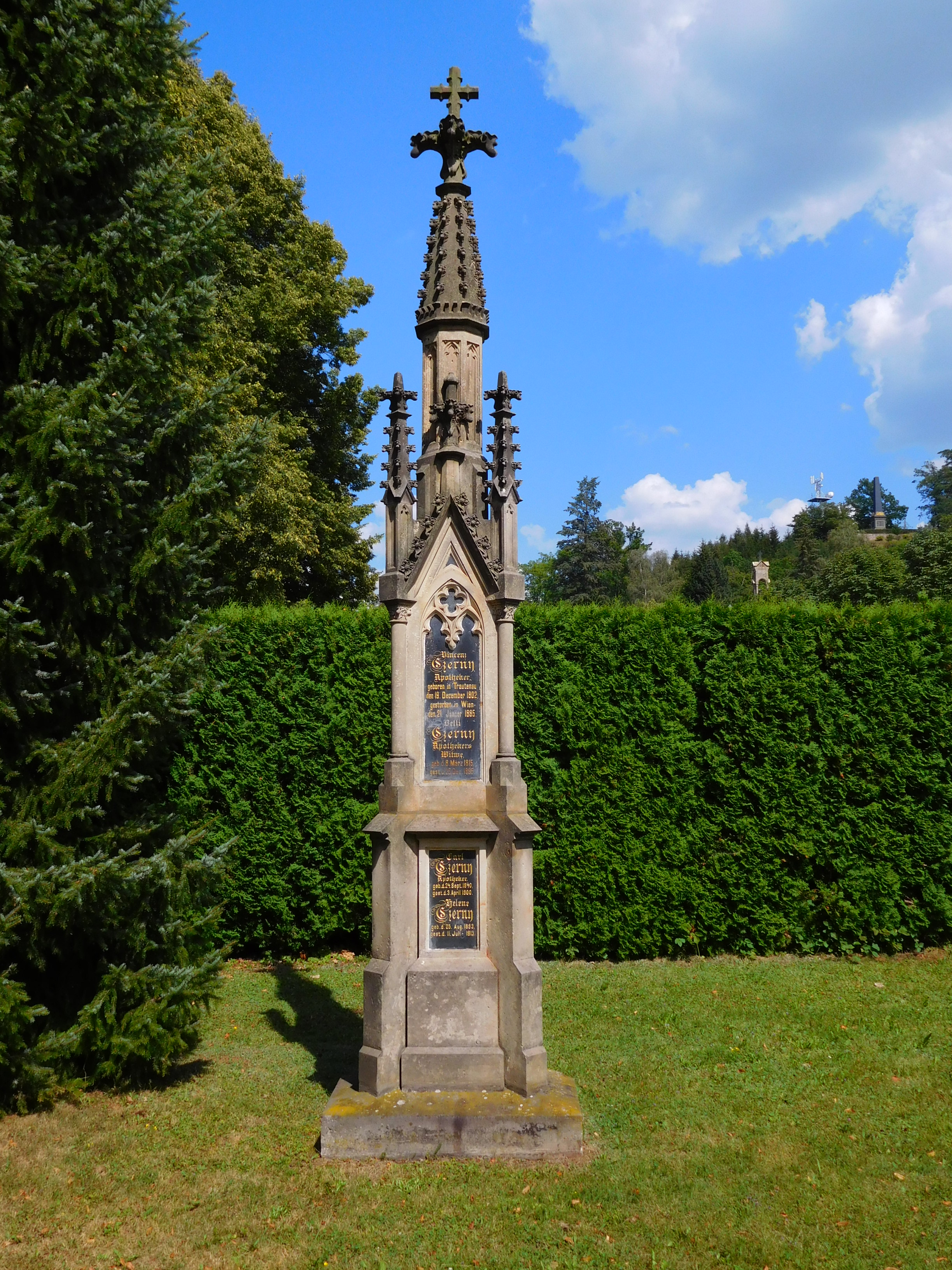
Vincenz Czerny
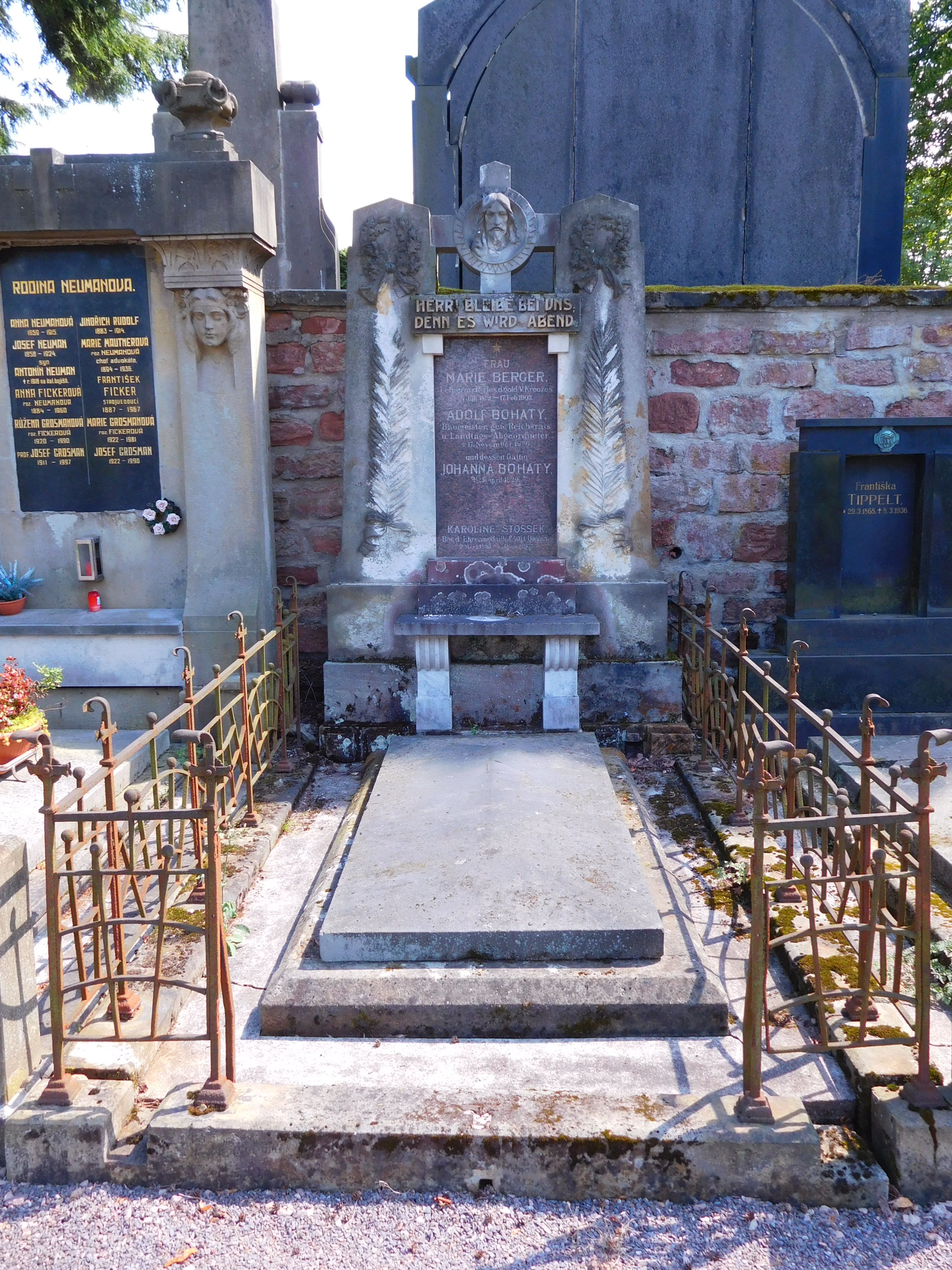
Adolf Bohaty
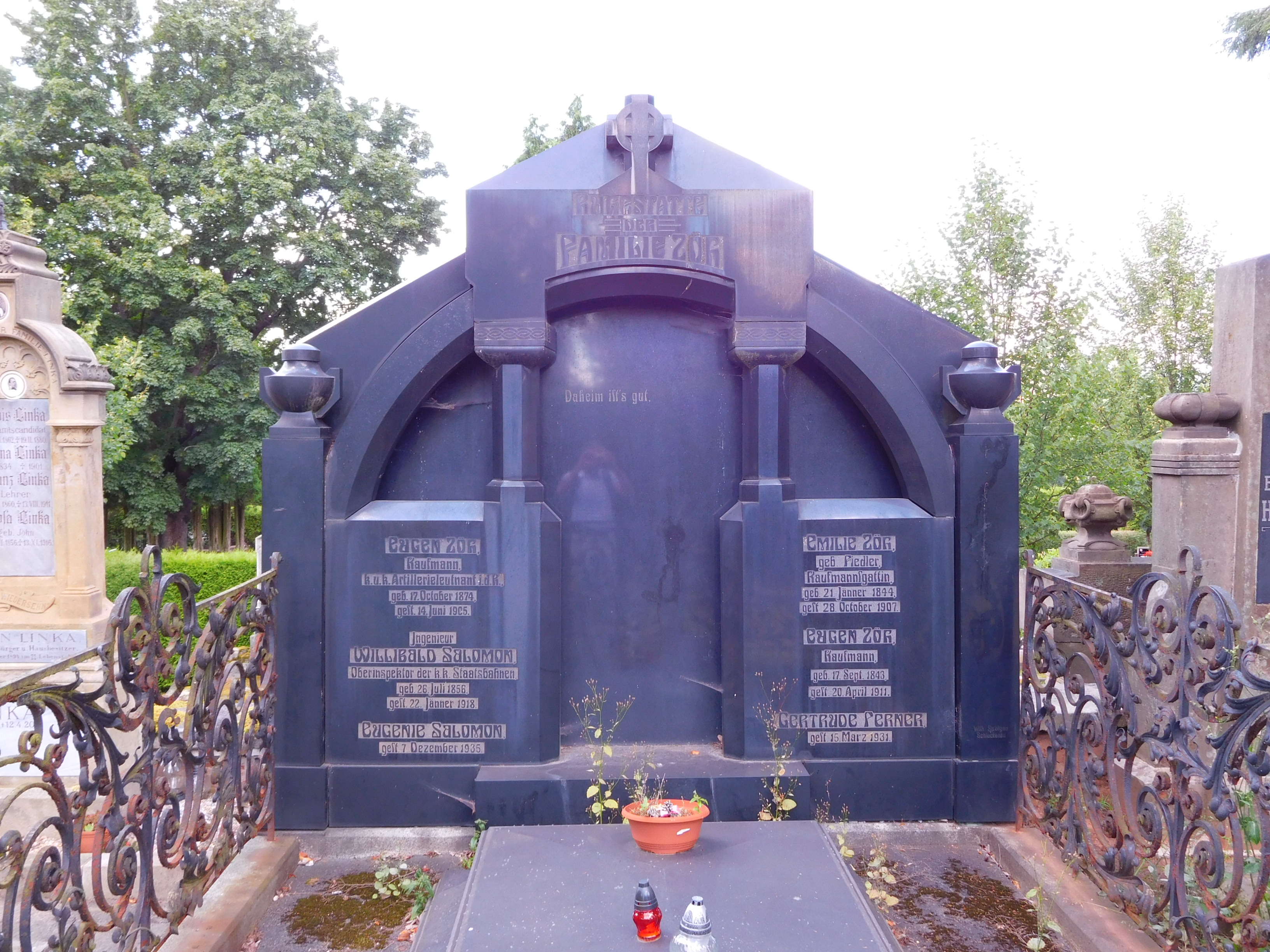
Eugen Zöh
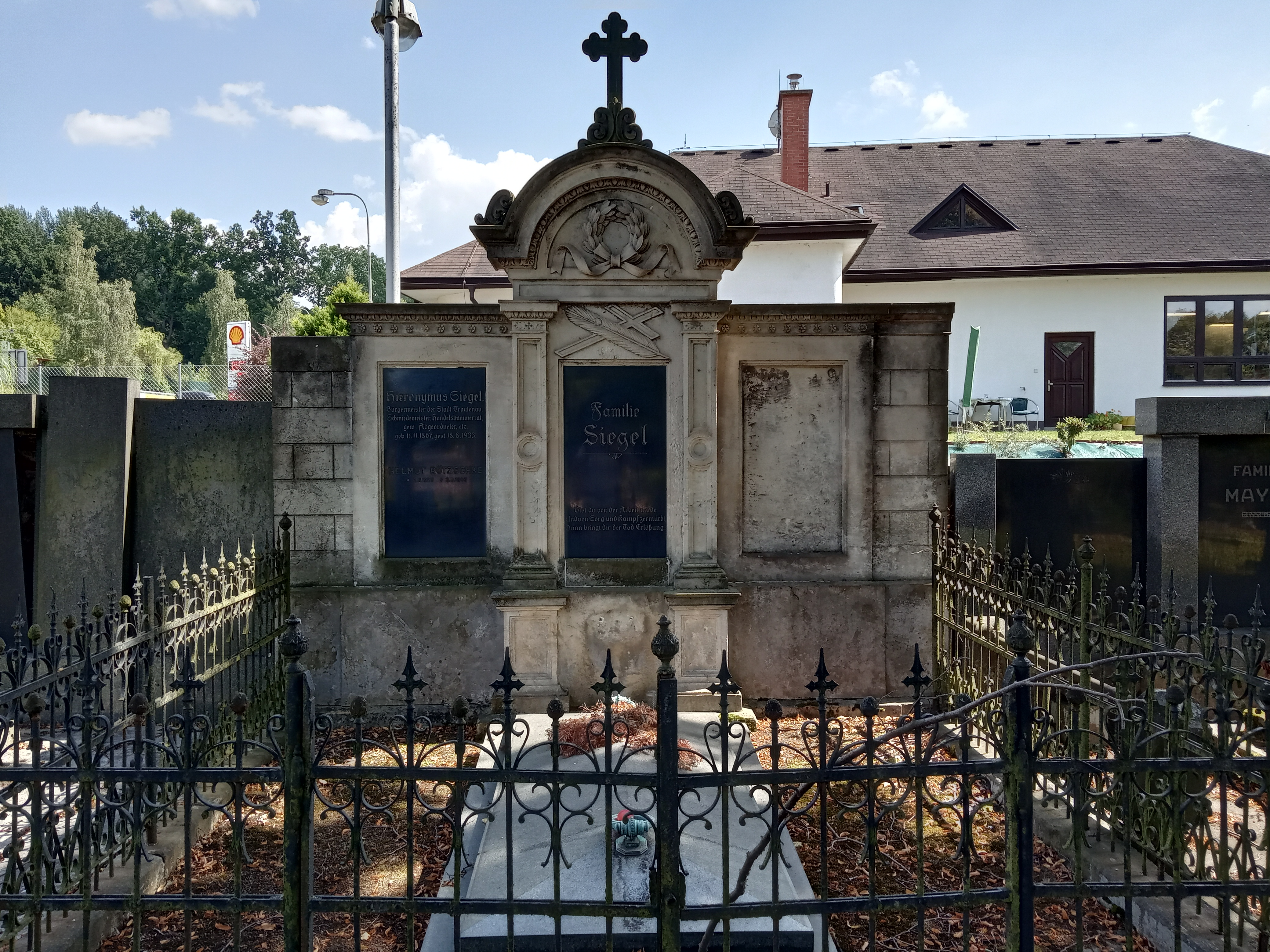
Hieronymus Siegel
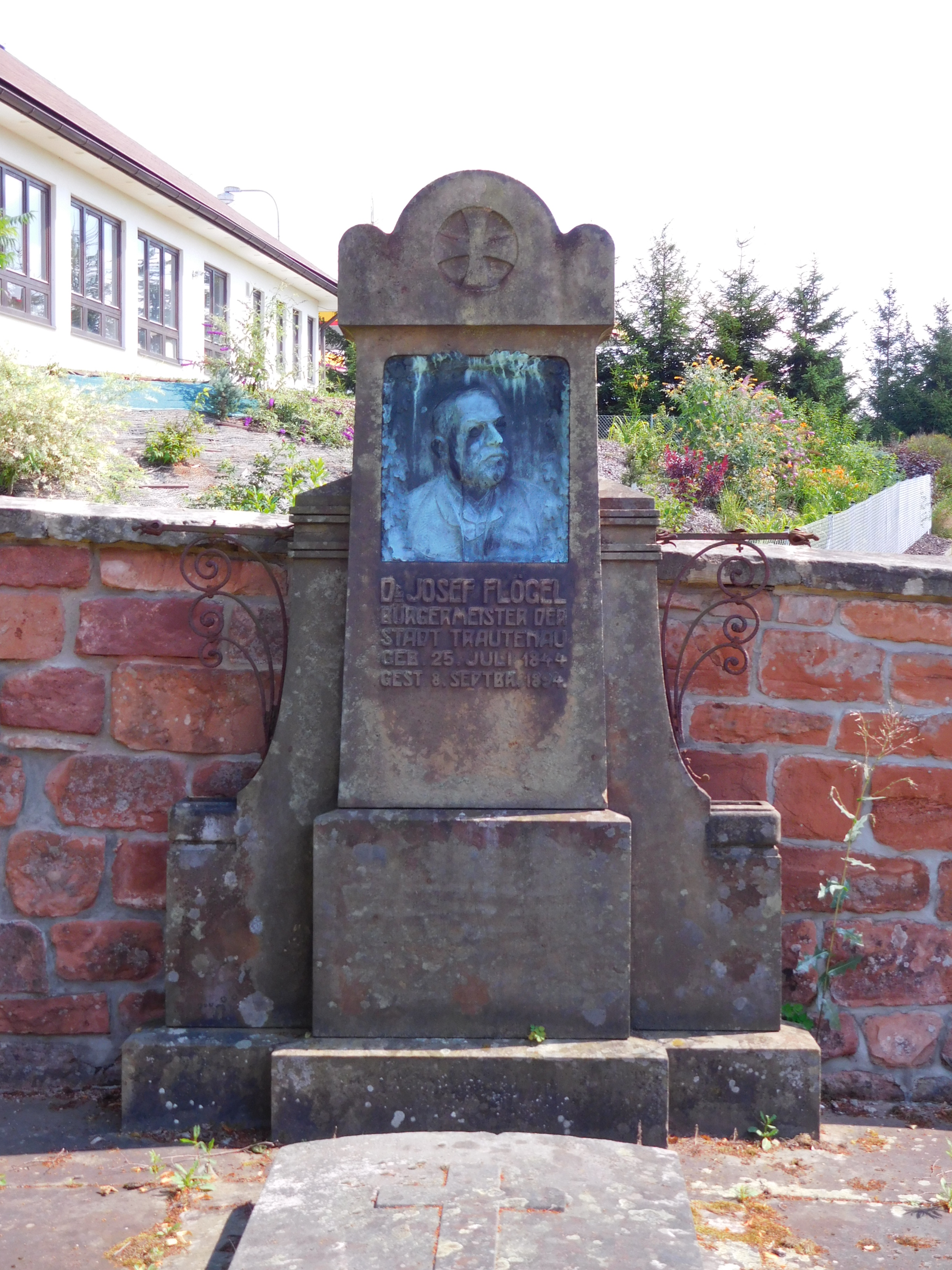
Josef Flögel
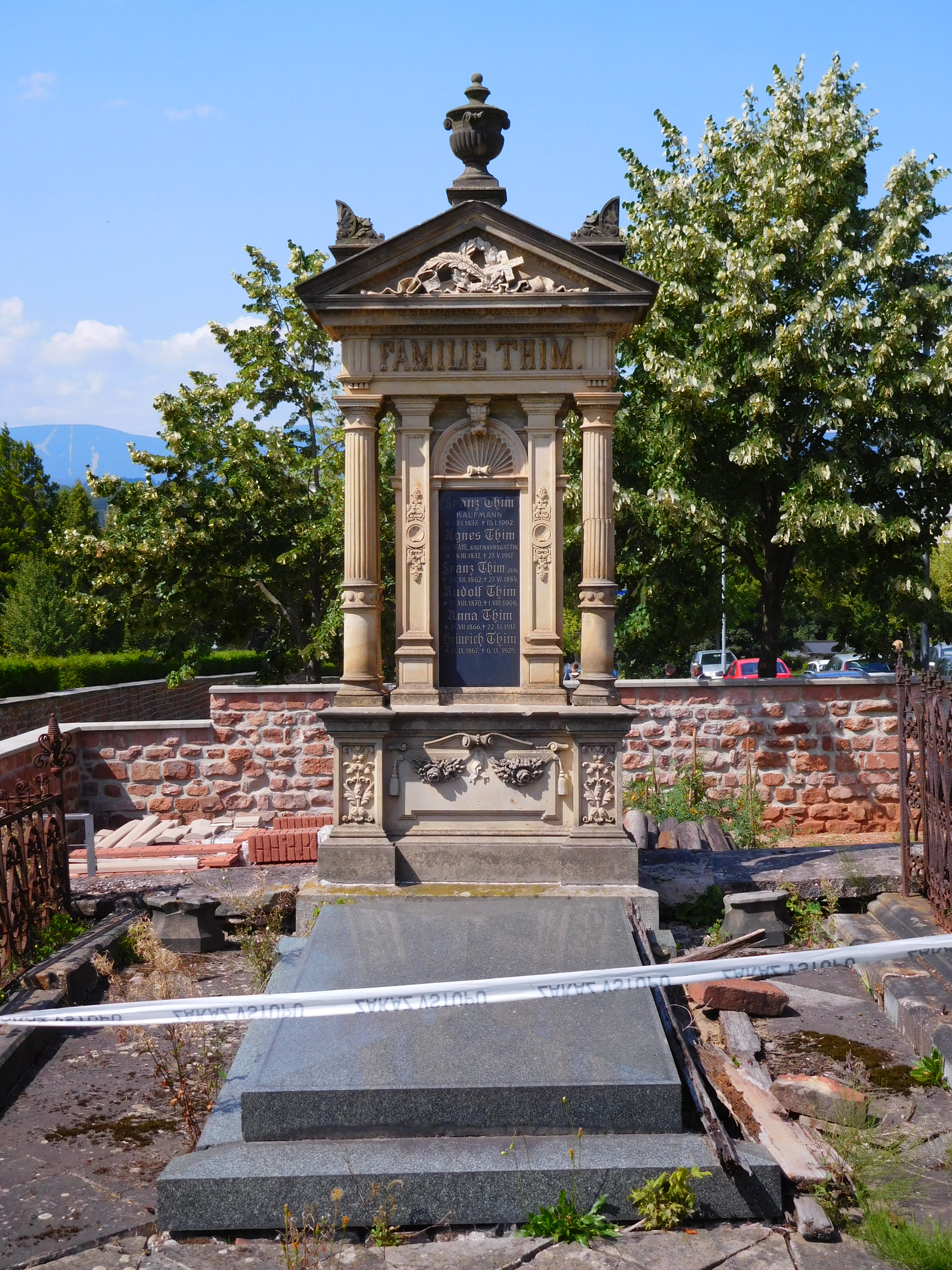
Franz Thim
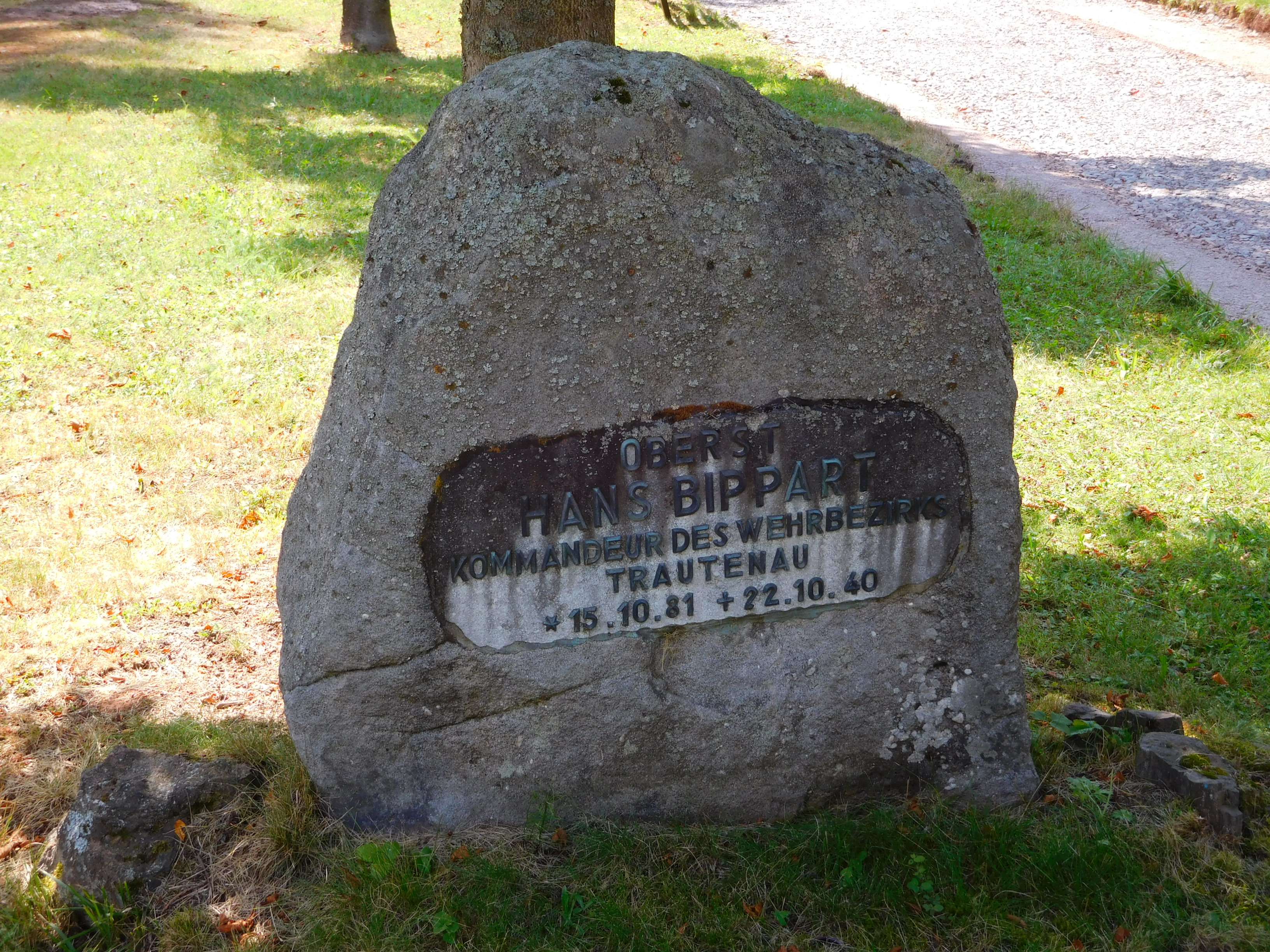
Hans Bippart